# Karl Bopp (Mathematikhistoriker)
Karl Bopp (* 28. März 1877 in Rastatt; † 5. Dezember 1934 in Heidelberg) war ein deutscher Historiker der Mathematik.
Bopp war der Sohn eines Arztes und ging in Rastatt zur Schule. Er studierte ab 1895 in Straßburg und Heidelberg unter anderem bei Moritz Cantor. 1902 promovierte er bei Cantor (und Leo Koenigsberger), wobei die Dissertation von Antoine Arnauld handelte. Er wurde 1906 mit einer Arbeit über die Kegelschnitte des Gregorius a Sancto Vincentio habilitiert und wurde 1915 außerordentlicher Professor in Heidelberg, konnte die Professur wegen seines Wehrdiensts im Ersten Weltkrieg aber erst 1919 antreten. Als Nachfolger von Cantor lehrte er dort Geschichte der Mathematik, politische Arithmetik, und Versicherungswesen. Seit 1933 war er aufgrund einer Krankheit ans Bett gefesselt, wo 1934 der Tod eintrat.
Bopps Spezialgebiet waren Forschungen über Johann Heinrich Lambert. Er gab Lamberts Monatsbuch, dessen Briefwechsel mit Leonhard Euler und Abraham Gotthelf Kästner, und dessen philosophische Schriften heraus. Bopp verfasste Arbeiten über die Geschichte der elliptischen Funktionen und veröffentlichte eine Arbeit des Nicolas Fatio de Duillier über Gravitation. Er hatte 15 Doktoranden.
Er war Schriftführer der Abteilung Mathematikgeschichte auf dem Internationalen Mathematikerkongress in Heidelberg 1904 und organisierte 1929 die 100-Jahr-Feier des Geburtstags seines von ihm sehr verehrten Lehrers Moritz Cantor in Heidelberg.

## Schriften
- Antoine Arnauld, der große Arnauld, als Mathematiker. In: Abh. zur Geschichte der math. Wiss. Band 14 (1902) S. 187–336. (Dissertation)
- Die Kegelschnitte des Gregorius a St. Vincentio in vergleichender Bearbeitung. Teubner, Leipzig 1906. (Habil-Schrift)
- Ein Sendschreiben Regiomontanus an den Kardinal Bessarion. In: Archiv für die Geschichte der Naturwissenschaften und der Technik. Band 1 (1909), S. 395–401. (Digitalisat Univ. Heidelberg)
- Johann Heinrich Lamberts Monatsbuch mit den zugehörigen Kommentaren. München, 1916.
- Moritz Cantor. Gedächtnisrede, gehalten im Mathematischen Verein zu Heidelberg am 19. Juni 1920. Heidelberg, 1920. (Digitale Neuausgabe Univ. Heidelberg, 2011)
- Leo Koenigsberger als Historiker der mathematischen Wissenschaften. In: Deutsche Mathematiker-Vereinigung. Band 33 (1924), S. 104–112. (Digitale Neuausgabe Univ. Heidelberg, 2005)